# Functional Requirements for Bibliographic Records
| |
| Beispiel für einen FRBR-Baum: |
| Entitäten der Gruppe 1 - dunkelgelbe Kästchen…Werke - hellgelbe Kästchen…Expressionen - hellgrüne Kästchen…Manifestationen - fleischfarbene Kästchen…Exemplare Entitäten der Gruppe 2 - dunkelblaue Kästchen…Personen und Körperschaften Entitäten der Gruppe 3 - grüne Kästchen…Begriffe |

Die Functional Requirements for Bibliographic Records (FRBR; deutsch ‚Funktionale Anforderungen an bibliographische Datensätze‘) sind die heute wichtigste theoretische Grundlage zur Erstellung von bibliothekarischen Regelwerken. Die FRBR gehen auf eine 1998 veröffentlichte und 2008 aktualisierte gleichnamige Studie der International Federation of Library Associations and Institutions (IFLA) zurück und bilden aktuell die Grundlage für das bereits in Gebrauch befindliche Regelwerk Resource Description and Access (RDA).
FRBR ist ein Datenmodell für bibliographische Metadaten. Die FRBR-Ontologie basiert auf dem Entity-Relationship-Modell und definiert eine Reihe von grundlegenden Konzepten für die Katalogisierung.
Während herkömmliche Regelwerke sich vor allem auf Details konzentrieren und wesentliche Konzepte wie „Werk“, „Ausgabe“ und „Exemplar“ als gegeben vorausgesetzt werden, versucht FRBR genau diese Begriffe zu definieren und in Beziehung zueinander zu setzen.

## Entitäten, ihre Merkmale und ihre Beziehungen zueinander

Beispiel für einen FRBR-Baum mit den vier Entitäten der Gruppe 1. Harry Potter and the Philosopher’s Stone ist ein Werk, beispielsweise Übersetzungen in andere Sprachen sind Expressionen, bestimmte Ausgaben bei bestimmten Verlagen sind Manifestationen und einzelne Exemplare können beispielsweise mit je einer einmaligen Signatur bei Bibliotheken bereitliegen.

Kern der sieben Kapitel langen Studie sind die sogenannten Entitäten, die in Kapitel drei behandelt werden. Die vier wichtigsten der insgesamt zehn Entitäten sind die Werke (etwa der Roman Die Leiden des jungen Werthers), die Expressionen (etwa die Übersetzung des Werks Die Leiden des jungen Werthers von Pierre Leroux), die Manifestationen (etwa die 1841 in Paris erschienene Ausgabe dieser Übersetzung von Leroux) und die Exemplare (etwa das Exemplar dieser Ausgabe mit der Signatur Yv 7991/1 in der Staatsbibliothek zu Berlin). In Kapitel vier geht es um die Merkmale, die den Entitäten zukommen können, und in Kapitel fünf um die Beziehungen, die zwischen Entitäten bestehen können. In den ersten beiden Kapiteln werden die Geschichte, die Ziele und die Inhalte der Studie vorgestellt, Kapitel sechs handelt von der jeweiligen Wichtigkeit der Entitäten, ihren Merkmalen und Beziehungen und Kapitel sieben von den Mindestanforderungen für bibliographische Datensätze. Die wichtigsten Begriffe der FRBR sind:
- Entitäten (entities)
  - Gruppe 1
    - Werk (work)
    - Expression (expression)
    - Manifestation (manifestation)
    - Exemplar (item)

  - Gruppe 2
    - Person (person)
    - Körperschaft (corporate body)

  - Gruppe 3
    - Begriff (concept)
    - Gegenstand (object)
    - Ereignis (event)
    - Ort (place)
- Beziehungen (relationships)
- Merkmale (attributes)

### Die zehn Entitäten
Gruppe 1

Die vier Entitäten der Gruppe 1 sind ein Resultat menschlicher Tätigkeit. Die Leiden des jungen Werthers beispielsweise sind eine Schöpfung Goethes.
Gruppe 2

Die beiden Entitäten der Gruppe 2 sind die Personen und Körperschaften, die die Entitäten der Gruppe 1 produziert und verbreitet haben (etwa Verlage) oder für deren urheberrechtlichen Schutz verantwortlich sind.
Gruppe 3

Die vier Entitäten der Gruppe 3 sind diejenigen Entitäten, die Thema eines Werks sein können. So kann es in einem Werk etwa um den Ort Wien gehen, aber auch um den Begriff Differentialgleichung, das Ereignis Zweiter Weltkrieg oder den Gegenstand Glühbirne.

### Merkmale von Entitäten
Jeder Entität kommen verschiedene Merkmale zu. So wurden Die Leiden des jungen Werthers zu einer bestimmten Zeit verfasst und kommt jeder Manifestation ein bestimmter Verlagsort und ein Erscheinungsjahr zu.

Die Beziehungen zwischen den Entitäten der Gruppe 1 und 2

### Beziehungen zwischen Entitäten
Zwischen den Entitäten bestehen verschiedene Beziehungen. So hat die Entität Goethe die Entität Die Leiden des jungen Werthers verfasst und ist die Entität Buch mit der Signatur Yv 7991/1 in der Staatsbibliothek zu Berlin ein Exemplar der Entität Die Leiden des jungen Werthers.

## Entity-Relationship und Object-oriented
FRBR ist ein Gegenstands-Beziehungs-Modell und wird auch manchmal demgemäß als „FRBRER“ bezeichnet. Es wird in Verbindung zu einem weiteren Modell, dem Conceptual Reference Model (ISO 21127:2006) weiterentwickelt. Dieses Modell wurde vom CIDOC, einem der 30 internationalen Komitees des Internationalen Museumsrats (ICOM) entwickelt.
Aus der gegenseitigen Anpassung der FRBR und des CIDOC-CRMs entstehen die FRBRoo, ein Modell mit größerer Kodifizierung der zeitlichen Entitäten und der Beziehungen.

## Zielsetzung / Praktische Bedeutung
Ziel bei der Entwicklung des FRBR-Konzeptes war es, damit in der Anzeige von Katalogdaten besser auf die Bedürfnisse der Benutzer eingehen zu können: “The aim of the study was to produce a framework that would provide a […] understanding of what it is […] that we expect the record to achieve in terms of answering user needs.” (IFLA Study Group on the Functional Requirements for Bibliographic Records)
Eine Form der Umsetzung dieser Anforderung könnte z. B. darin bestehen, in der Trefferliste eines Bibliothekskatalogs die Ergebnisse in Relation zu den vorstehend genannten 4 Entitäten der Gruppe 1 zu gruppieren: Ein Eintrag in der Trefferliste entspräche damit einem Werk, unter dem sich dann die einzelnen Manifestationen gesammelt wiederfinden, statt wie bisher als Haupteinträge verteilt über die Trefferliste angezeigt zu werden. Eine Benutzerin könnte somit auf einen Blick erkennen, dass/ob eine Bibliothek verschiedene Auflagen der Druckausgabe, eine Verfilmung, eine Hörbuchvariante etc. zu einem Werk besitzt.

## Geschichte
Vorläufer der FRBR waren 1961 die Paris Principles und 1971 die International Standard Bibliographic Description. Mit dem Einzug der EDV ins Bibliothekswesen wurden seit den 1980er Jahren die alten Katalogarten durch elektronische ersetzt und so schien es auch notwendig, neue Standards für die Entwicklung von Katalogisierungsregelwerken zu erstellen. Im Jahr 1990 fand deshalb in Stockholm die Konferenz „Seminar on Bibliographic Records“ statt, die von der „IFLA UBCIM“ und der „IFLA Division of Bibliographic Control“ organisiert worden war. Dabei wurde beschlossen, eine internationale Studie über die funktionalen Anforderungen an bibliographische Datensätze zu erstellen. Nur ein Jahr später rief man die „IFLA Study Group on Functional Requirements for Bibliographic Records“ ins Leben und beschickte sie mit Mitgliedern des „Standing Committee of the IFLA Section on Cataloguing“ und der „Section on Classification and Indexing“. Zusätzlich wurden dreizehn Berater aus neun Ländern eingesetzt.
Das heutige Modell FRBR beruht ursprünglich auf der 1998 veröffentlichten gleichnamigen Studie dieser „IFLA Study Group on FRBR“. Im Anschluss an diese erste Ausgabe wurden von der „IFLA FRBR Review Group“ Verbesserungsvorschläge gemacht und 2006 weltweit zu Stellungnahmen aufgerufen, da es bei der praktischen Umsetzung der Entität Expression zu Problemen gekommen war. 2008/2009 erschien eine überarbeitete Fassung, die 2009 ins Deutsche und seither in zahlreiche andere Sprachen übersetzt wurde.
Die FRBR werden weiterhin von einer Arbeitsgruppe der IFLA betreut. Seit 2005 existiert auch eine unabhängig von der IFLA entwickelte RDF-Ontologie des FRBR-Modells.